# Lasius niger
La hormiga negra de jardín (Lasius niger) es una hormiga de la subfamilia Formicinae, del género Lasius que se encuentra en toda Europa y en algunas partes de América del Norte, América del Sur y Asia. Las obreras son de color negro con reflejos grises y medida de 3 a 5 mm y la reina puede ser de hasta 11 mm (normalmente de 9 mm). Hay una sola reina por hormiguero.
Las colonias de Lasius niger pueden alcanzar un tamaño máximo de alrededor de quince mil individuos, pero la media es alrededor de cuatro mil a siete mil individuos. La reina de Lasius niger puede vivir durante unos doce años.

## Ciclo vital

### Vuelos nupciales
Los vuelos de apareamiento o vuelos nupciales se producen en los meses de verano en Europa y en América en otoño. Los vuelos son masivos y pueden llegar a ser de miles de hormigas. 
Si el verano es largo y caluroso los vuelos se pueden producir simultáneamente en una gran extensión de terreno.
Una vez que se ha producido la cópula y las reinas están fecundadas, se posan en el suelo, se arrancan las alas y comienzan a buscar un lugar donde excavar el hormiguero. Los machos mueren poco tiempo después de haber fecundado a las reinas.
La reina fecundada excava un túnel poco profundo en la tierra para luego tapar la entrada. Una vez tapado el túnel, la reina comienza a poner huevos que en unas ocho a diez semanas se convertirán en las primeras obreras. En este período la reina se nutre de las proteínas que tenía acumuladas en los músculos de las alas. A veces puede llegar a comerse algunos de sus huevos para sobrevivir.

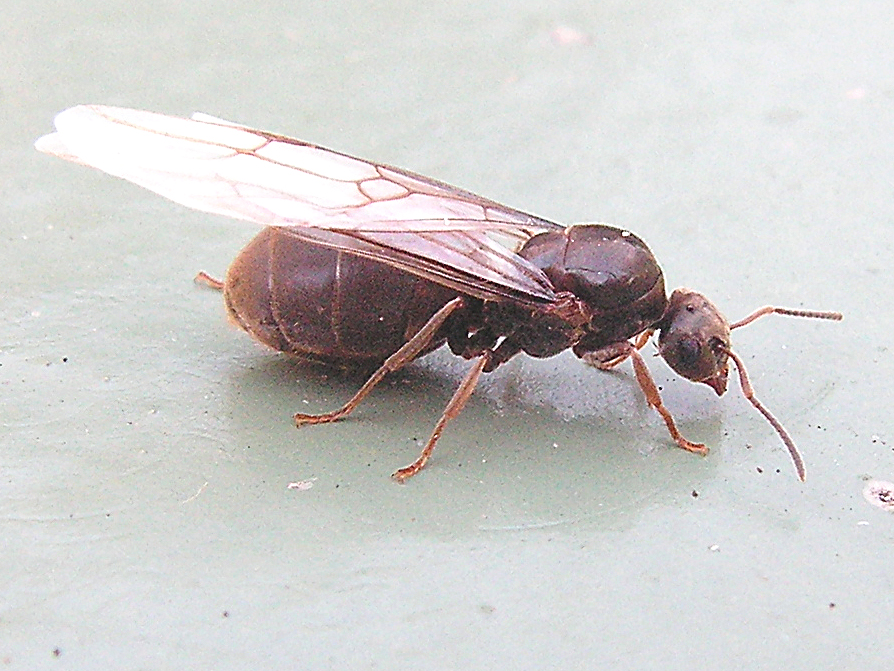
Reina Lasius niger con alas.
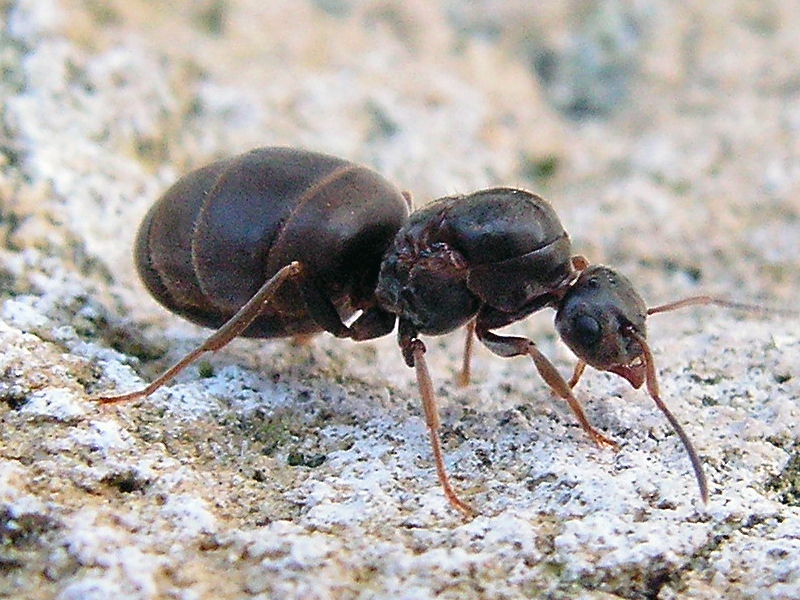
Reina ya fecundada sin alas.

### Las primeras obreras
Los huevos pasan por cuatro estadios larvarios antes de convertirse en obreras:
- La reina pone huevos pequeños y blanquecinos, con una superficie adherente para ser transportados con facilidad.
- Cuando esos huevos eclosionan salen unas pequeñas larvas que son alimentadas y atendidas por la reina.
- Una vez esas larvas se han desarrollado lo suficiente tejen un capullo alrededor de ellas y entran en el estadio de pupa donde tiene lugar la metamorfosis.
- Llegado el momento, la pupa rompe el capullo y sale una hormiga adulta. Esta en un principio es descolorida pero al poco tiempo se oscurece y termina siendo negra.

### La colonia
Las primeras obreras que nacen son muy pequeñas en comparación con las generaciones posteriores. En este punto, las obreras comienzan inmediatamente a ampliar el nido y se encargan del cuidado de la reina y las crías. Finalmente destapan la entrada del nido y comienzan a buscar alimento en la superficie. Este es un momento crucial para la colonia, ya que deben reunir los alimentos rápidamente para apoyar el crecimiento futuro y sobre todo para alimentar a la reina, que habrá perdido alrededor del 50% de su peso corporal del esfuerzo de cuidar a las crías sin alimentarse ella. Desde este punto la reina comienza a poner huevos. Convirtiéndose en su única función. Las generaciones posteriores de las hormigas obreras serán más grandes, más fuertes y más agresivas. La hormiga que nazca depende de la cantidad de la alimentación que recibe en la fase de larva. Las primeras, al ser alimentadas solo por los escasos recursos disponibles de la reina, son mucho menores que las crías que nacen cuando ya hay algunas obreras que se puedan encargar de alimentarlas y cuidarlas. En esta fase el crecimiento de la colonia depende mucho de la cantidad de alimento que sean capaces de encontrar. Después de varios años una vez que la colonia está bien establecida la reina pone los huevos que se convierten en reinas y en machos alados.

## Alimentación

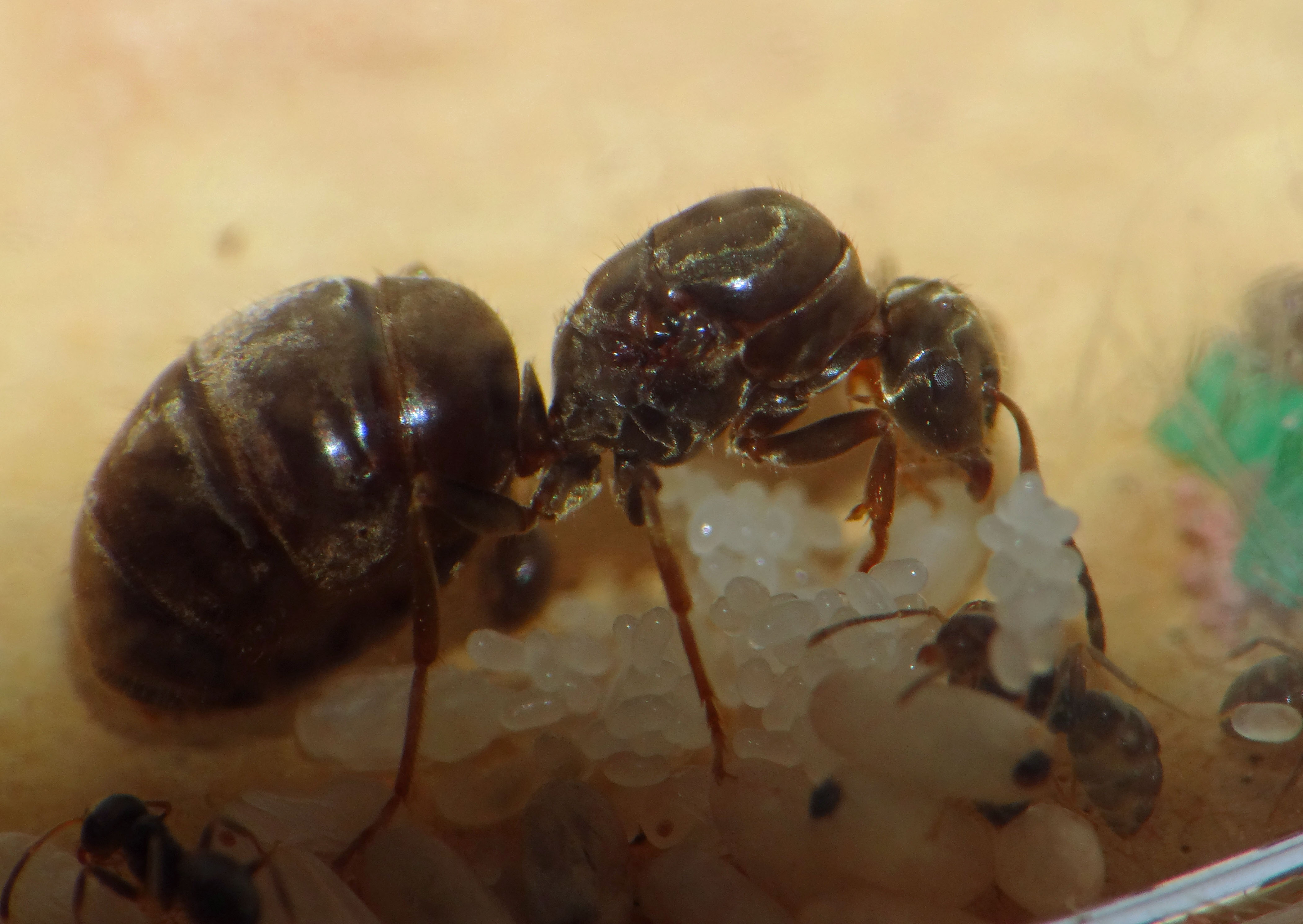
Reina de Lasius niger con huevos y capullos

Se alimentan mayoritariamente de la melaza que segregan algunos tipos de áfidos. A cambio, las hormigas protegen de otras amenazas a estos insectos que son perjudiciales para los cultivos. Por eso este tipo de hormigas suelen ser un problema para los jardineros. También se alimentan de frutos maduros como las fresas que carecen de capa superficial dura. Para conseguir proteínas se alimentan de algunos pequeños insectos y arañas.

## Mutualismos
Además del mutualismo con áfidos descrito en la sección anterior esta especie tiene otra relación con la mariposa Plebejus argus. La hembra de esta especie pone sus huevos cerca de los nidos de L. niger. Esta relación beneficia a la mariposa porque puede reducir el cuidado parental. Las hormigas cuidan a las larvas de la mariposa una vez que los huevos hacen eclosión, protegiéndolos contra depredadores y parasitoides. En recompensa, las orugas producen una secreción azucarada y con proteínas en una glándula eversible en su dorso. Cuando las larvas están a punto de convertirse en pupas, las hormigas las llevan al hormiguero donde continúan protegiéndolas. La mariposa adulta abandona el nido cuando emerge en el mes de junio.